# Selfie spatial

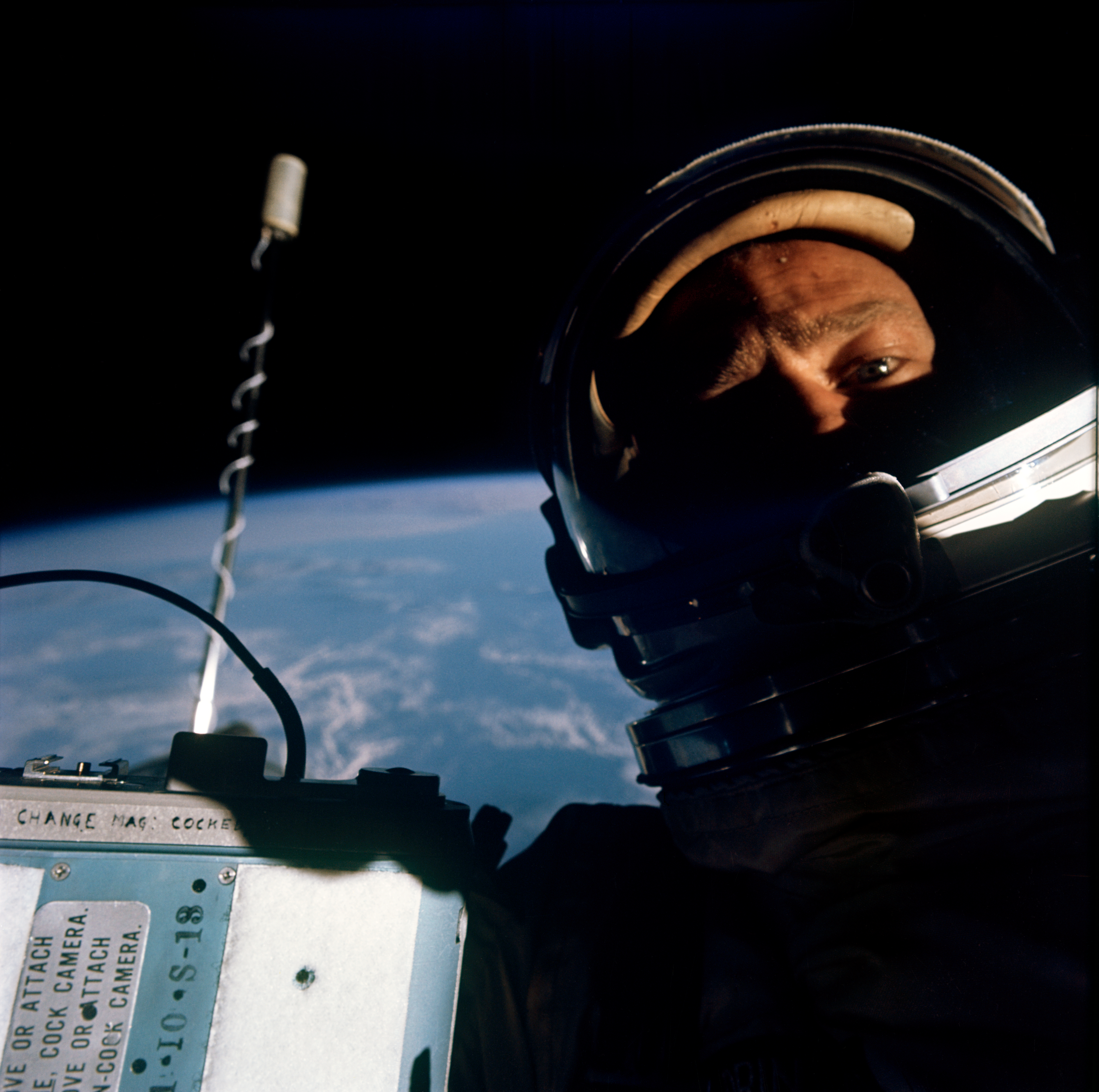
Buzz Aldrin réalisant le premier selfie spatial de l'histoire pendant une sortie extravéhiculaire lors de la mission Gemini 12 le 12 novembre 1966.

Un « selfie spatial » est un selfie — un autoportrait photographique généralement posté sur des réseaux sociaux — qui a la particularité d'avoir été pris dans l'espace ou sur une autre planète que la Terre. Cela inclut les selfies pris par les astronautes et les machines (astromobiles notamment).

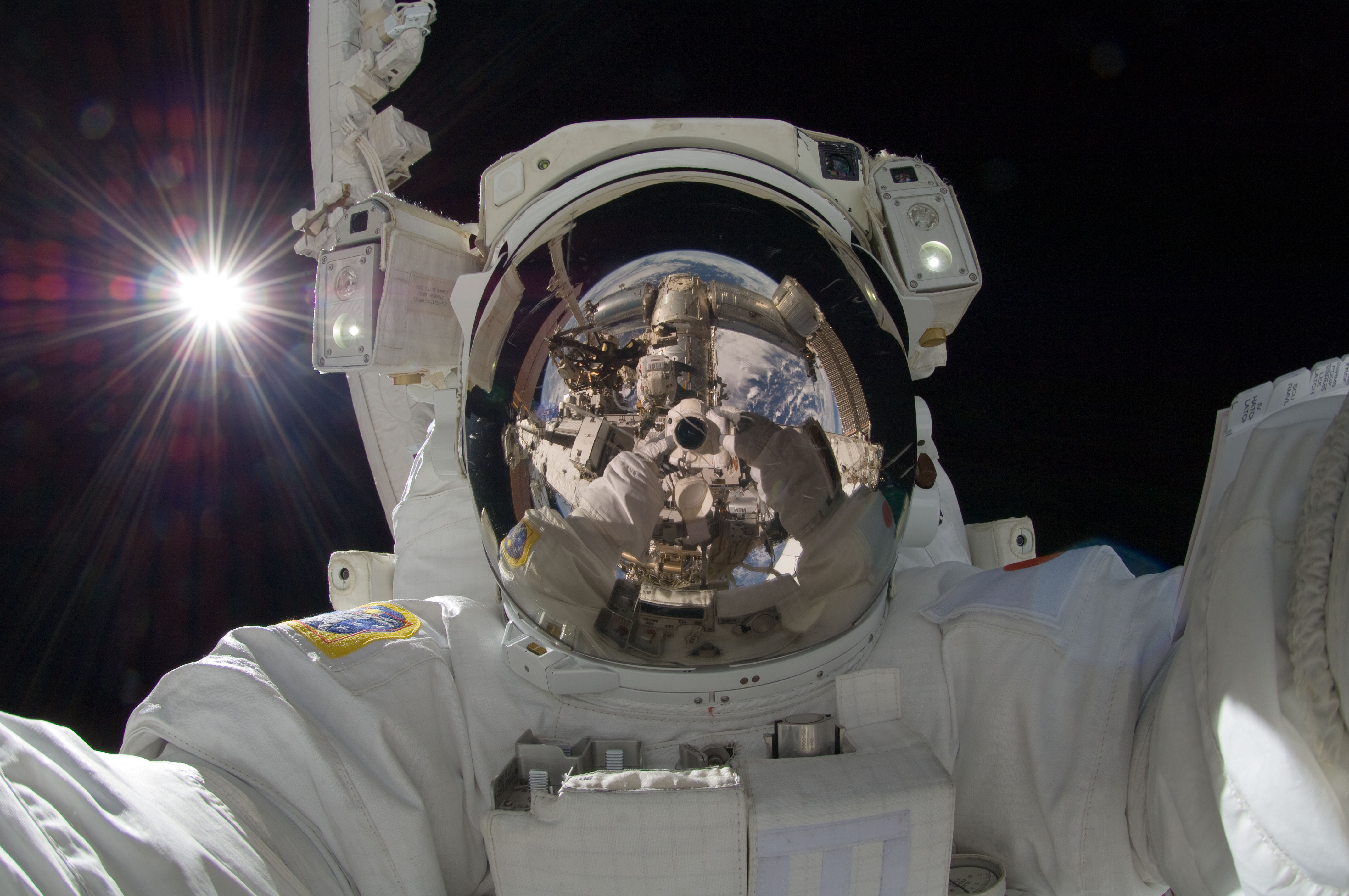
L'astronaute Akihiko Hoshide de la station spatiale internationale réalisant un selfie dans l'espace lors d'une sortie extravéhiculaire, le 5 septembre 2012.
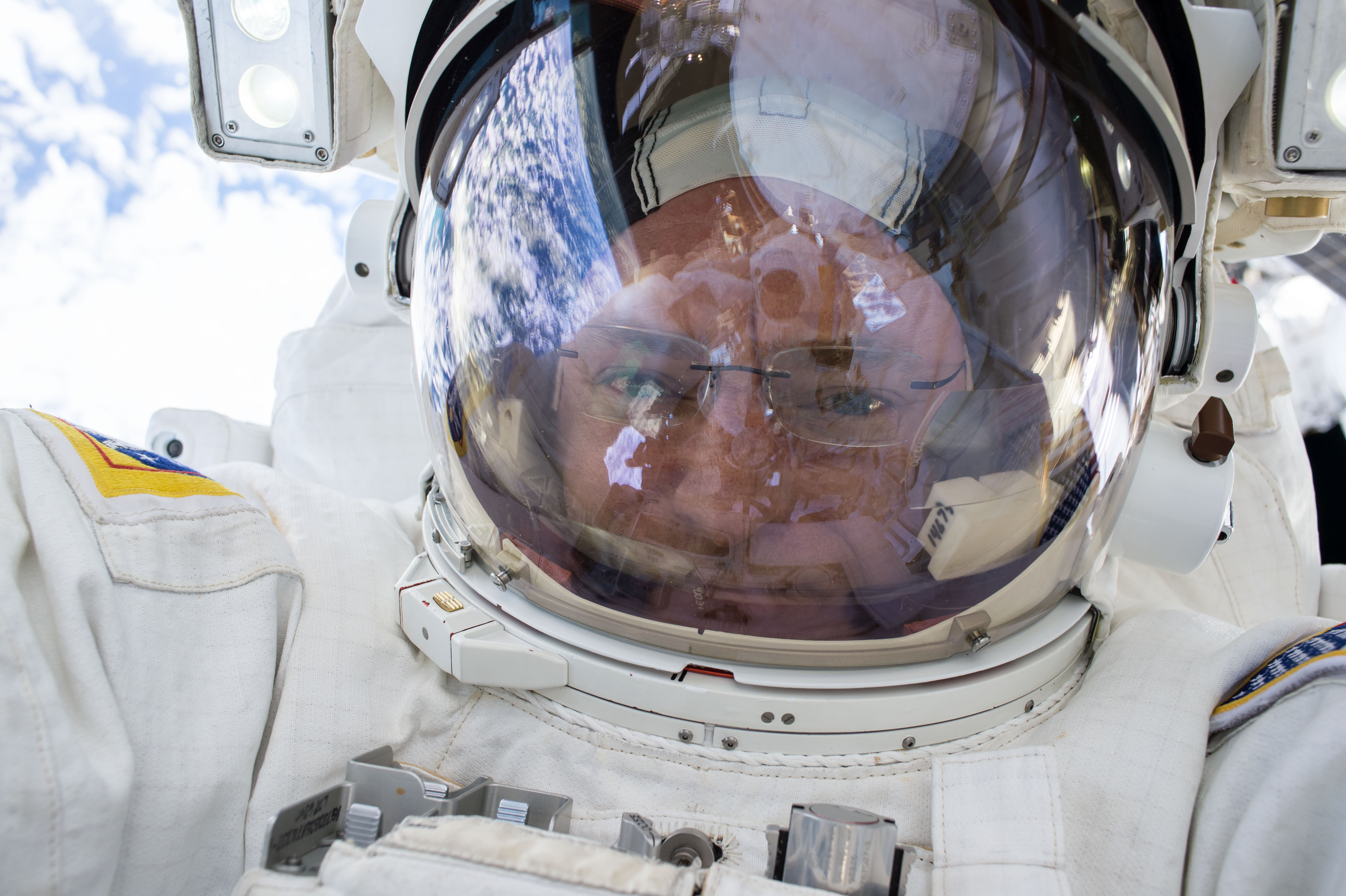
L'astronaute Scott Kelly, le 21 décembre 2015.
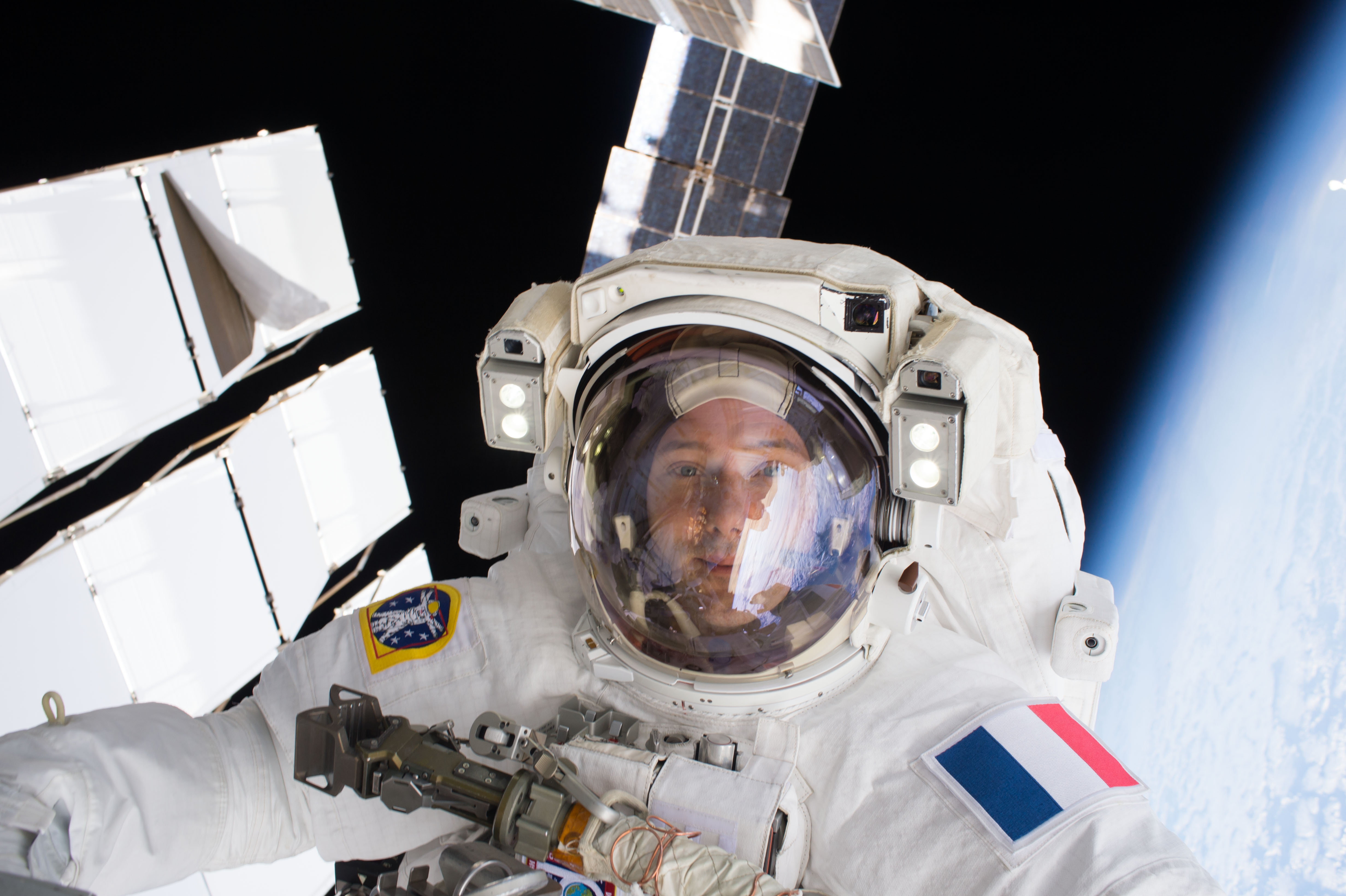
L'astronaute Thomas Pesquet, le 13 janvier 2017.
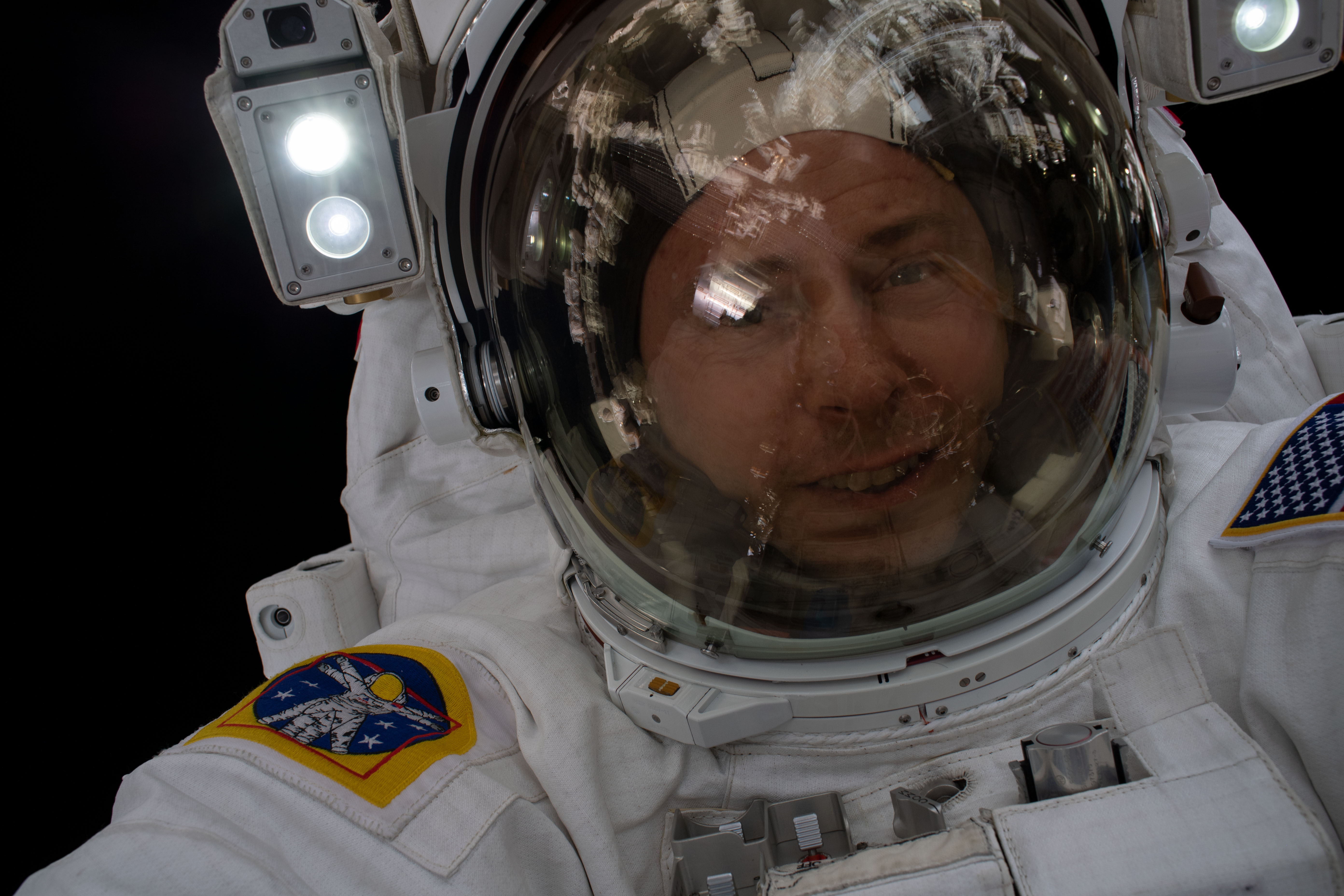
L'astronaute Nick Hague, le 21 août 2019.
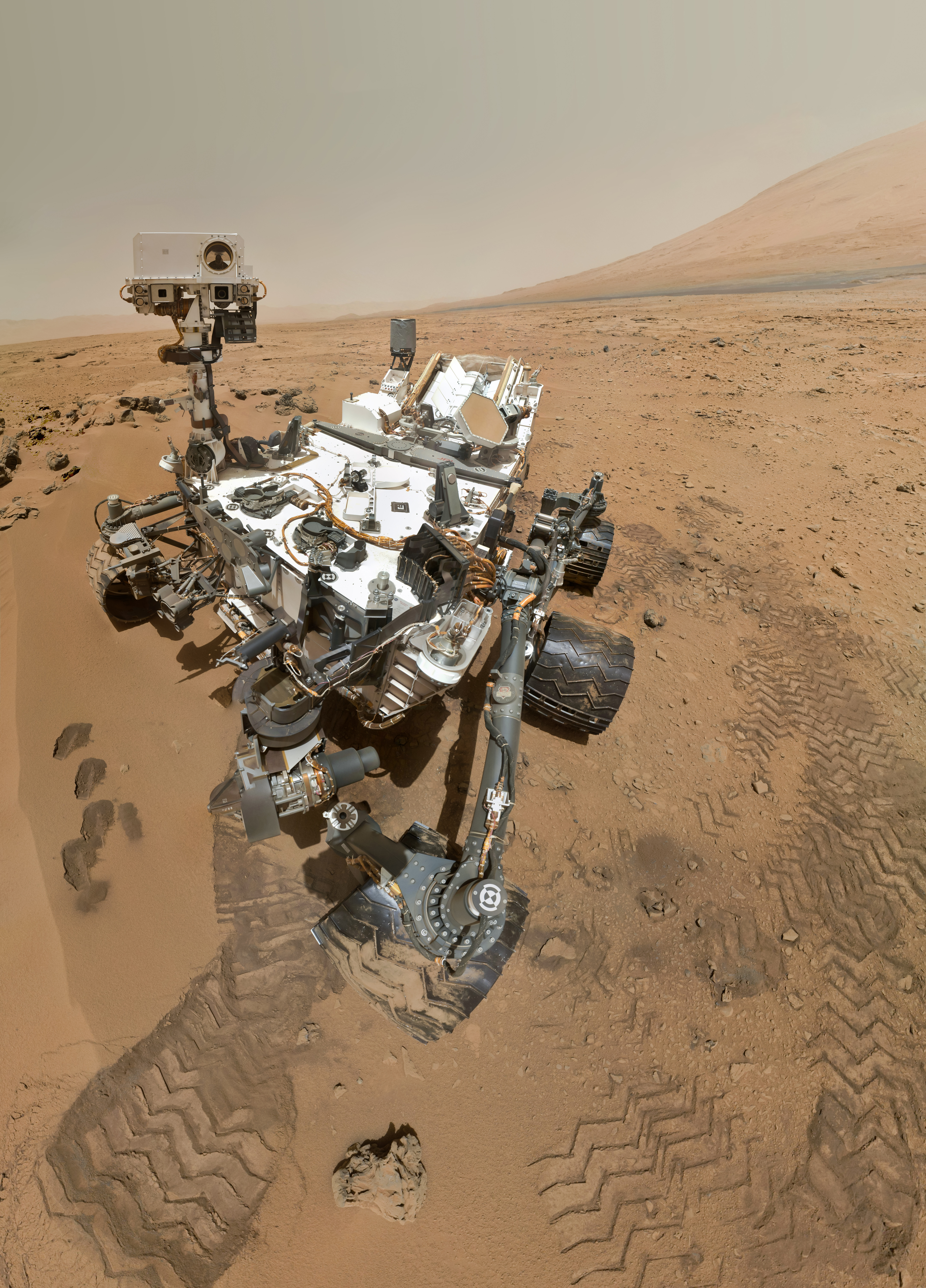
Selfie spatial par l'astromobile Curiosity du Mars Science Laboratory le 31 octobre 2012.
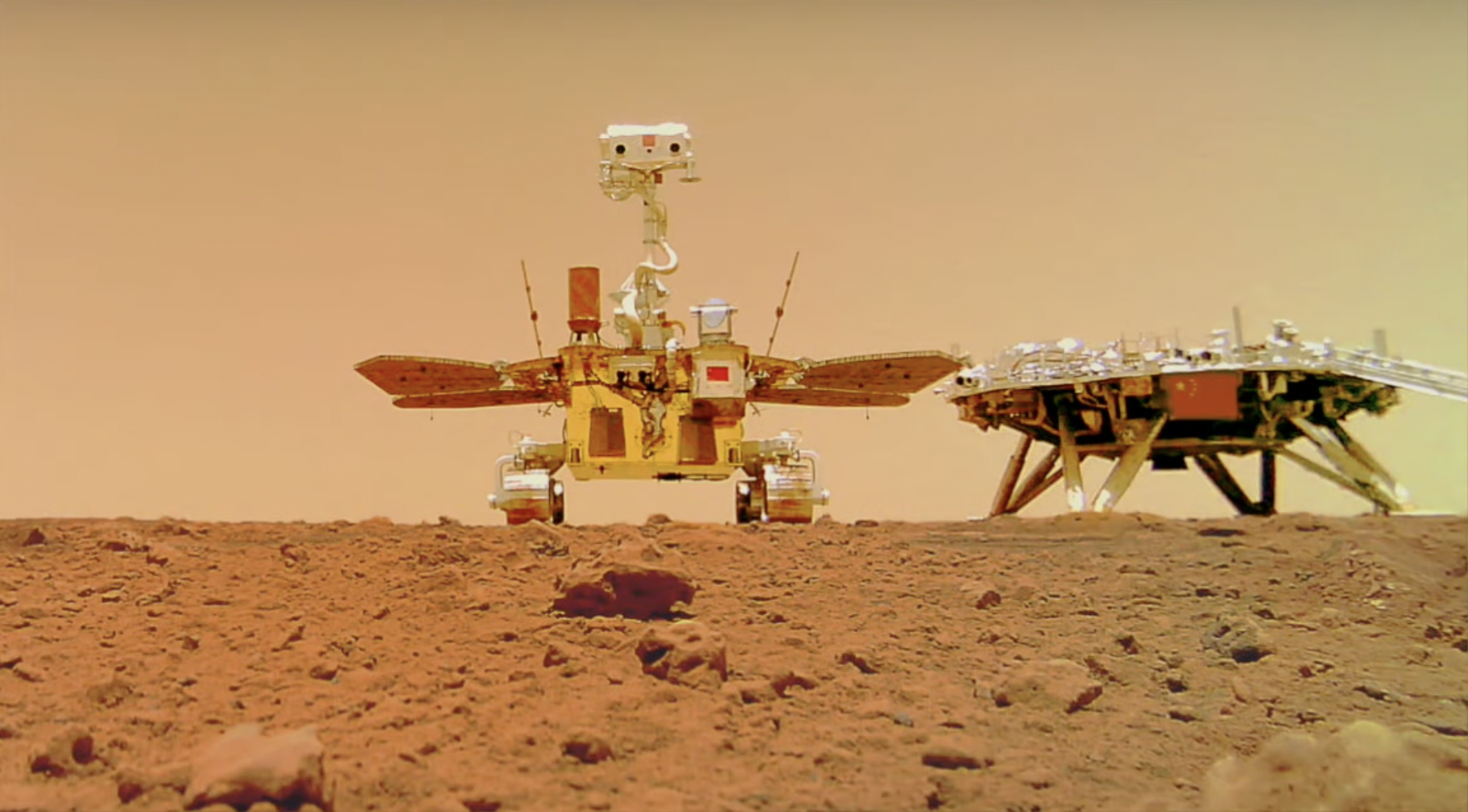
Selfie du rover Zhurong le 30 août 2021 peu après son atterrissage sur Mars.
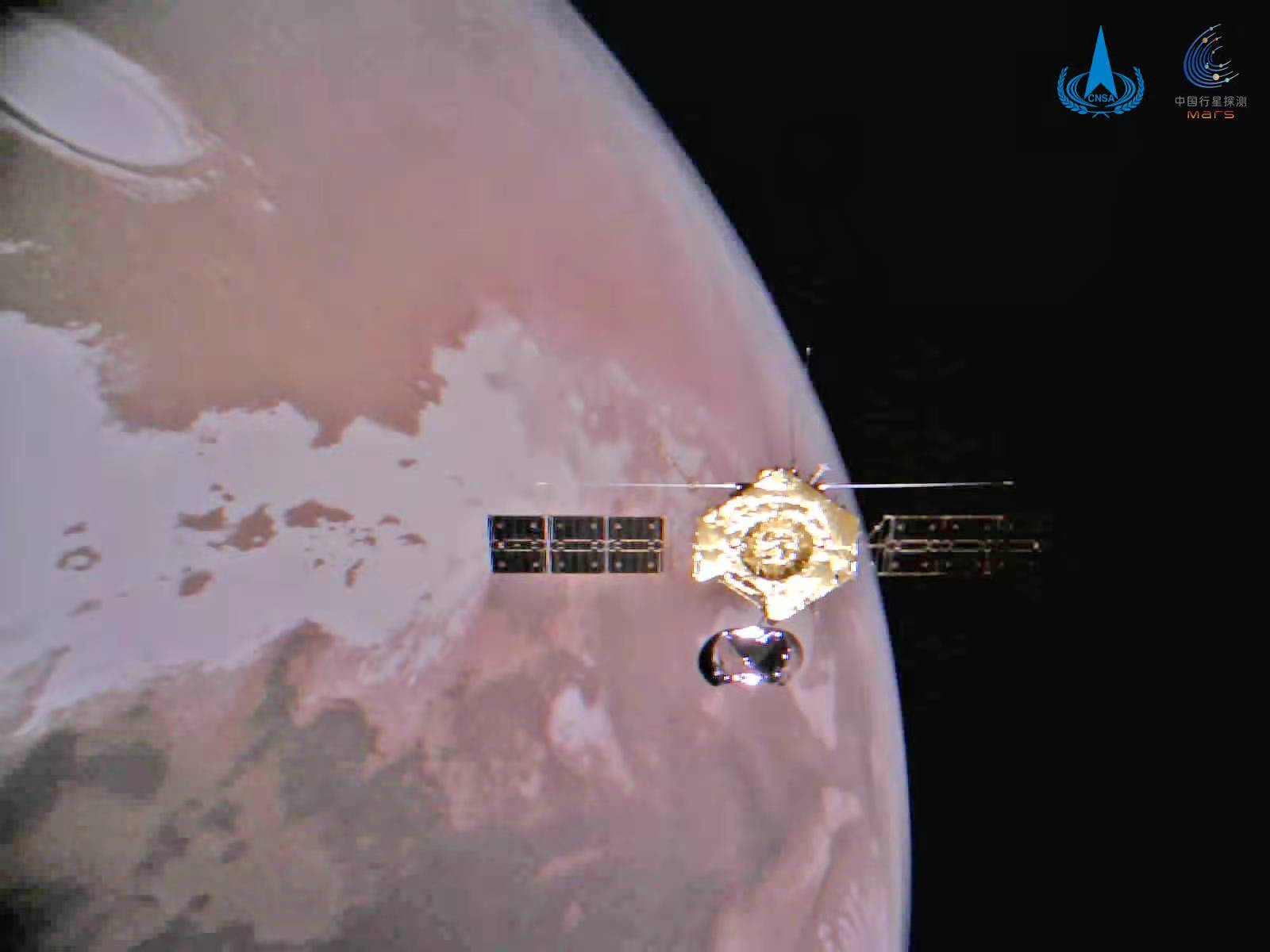
Selfie de l'orbiteur de Tianwen-1 à l'aide d'une caméra jetable le 5 avril 2022.